# كارثة لوفتزفيل الجوية
كارثة لوفتزفيل الجوية حصلت بتاريخ 31 أغسطس 1940 بالقرب من لوفتزفيل في فرجينيا. وكانت طائرة حديثة من طراز دوغلاس دي سي-3 التابعة لشركة خطوط كابيتال الجوية رحلة رقم 19 وكانت تطير خلال عاصفة رعدية قوية على ارتفاع 6,000 قدم (1,800 م). العديد من شهود العيان أكدوا بأنهم رؤوا صاعقة كبيرة ثم بعدها رؤوا الطائرة متجهة سقوطا نحو الأرض حتى وقعت على حقل برسيم. وبما أن معدات الفحص لتلك الحوادث غير كافية، فقد تم تصور بأن السبب الرئيسي للحادث هو الطيران بمعاكسة الريح، ولكن تقرير هيئة الطيران المدني خلص إلى أن السبب الأقرب للاحتمال هو الضربة بصاعقة جوية. أحد القتلى كان سيناتور أمريكي من ولاية مينيسوتا.
الطيار كانت له ساعات طيران أكثر من إحدا عشر ألف ساعة طيران، ومساعده له ستة آلاف ساعة. ولكن كان لهما عدة مئات منها في هذا النوع من الطائرات. وجلس بالمقعد الخلفي موظف جديد بالشركة، تعاقد يوم 26 أغسطس.
تلك الطائرة هي حديثة الصنع آنذاك وقد تم تسليمها للشركة من مصنع شركة دوغلاس للطائرات يوم 25 مايو من نفس العام وبها محركات نوع كورتيس-رايتز.
التحقيق الذي عملته هيئة الطيران كان أول تحقيق يجري بعد صدور القانون لتنظيم النقل لعام 1938.